# Un americano en Toledo
Un americano en Toledo es una película española dirigida por Carlos Arévalo y estrenada en el año 1960.

## Argumento
Un estudioso estadounidense de lenguas muertas originario de Toledo (Ohio) llega a Toledo (España) para instalarse en la casa que le vendieron en Salónica, pero la vivienda ya tiene una inquilina. Surge el romance.